# NGC 7691
NGC 7691 (другие обозначения — PGC 71699, UGC 12654, MCG 3-60-1, ZWG 455.9, IRAS23299+1534) — галактика в созвездии Пегас.
Этот объект входит в число перечисленных в оригинальной редакции «Нового общего каталога».
В галактике вспыхнула сверхновая SN 2014az типа IIp, её пиковая видимая звездная величина составила 16,3.